# 歪莫鎮區
歪莫鎮區，又译韦茂镇区，為緬甸克欽邦密支那縣下轄的一個鎮區。2014年人口125,544人，區域面積5,009.3平方公里。該鎮區下轄267個村莊。歪莫為該鎮區首府。